# Brygada Landsturmu Posen 2
Brygada Landsturmu Posen 2 (niem. Landsturm-Brigade Posen 2) – brygada niemieckiego pospolitego ruszenia Landsturm. Brała udział w działaniach zbrojnych frontu wschodniego I wojny światowej.
Wchodziła w skład 83 Dywizji Piechoty w Korpusie Landsturmu Posen. Przemianowana później na 166 Brygadę Piechoty. 